# Pluie noire (film)
Pour les articles homonymes, voir Black Rain.
Pour plus de détails, voir Fiche technique et Distribution.
Pluie noire (黒い雨, Kuroi ame) est un film japonais réalisé par Shōhei Imamura sorti en 1989, adapté du roman homonyme de Masuji Ibuse. Le film aborde la thématique des hibakusha survivants du bombardement atomique d’Hiroshima, en explorant leur maladie ainsi que la marginalisation sociale dont ils sont victimes.
Il s'agit du seizième long-métrage dans la carrière d'Imamura, le cinquième depuis son retour à la fiction cinématographique en 1979 avec La vengeance est à moi, après près de dix ans consacrés exclusivement à la télévision. Dans sa filmographie, il succède à Zegen, le seigneur des bordels, dont la narration s'achève peu avant le début de la Seconde guerre mondiale.

## Synopsis
Le 6 août 1945, Yasuko, une jeune fille de 20 ans à moitié orpheline vivant avec son oncle Shigematsu et sa tante Shigeko à Hiroshima, est en train de déménager des affaires familiales dans la maison de campagne d’une connaissance. Alors qu’elle partage un thé avec d’autres invités, la bombe atomique est larguée sur la ville. Shigematsu, se trouvant près d’un train prêt à quitter Hiroshima, est pris dans le chaos immédiat de l’explosion. Après avoir vu l’éclair aveuglant, Yasuko aperçoit le champignon atomique s’élever dans le ciel, puis se précipite en bateau vers Hiroshima pour retrouver sa famille. En chemin, elle traverse la « pluie noire », retombée radioactive qui suit le bombardement. Une fois réunis, Yasuko, son oncle et sa tante se dirigent vers l’usine où travaille Shigematsu afin d’échapper aux incendies qui ravagent la ville. Ils traversent alors une Hiroshima méconnaissable, dont les rues sont jonchées de ruines, de cadavres épars et de survivants gravement brûlés.
Cinq ans plus tard, Yasuko vit avec son oncle, sa tante et Yin, la mère de Shigematsu (que Yasuko appelle « grand-mère »), à Fukuyama. Les Shizuma, autrefois riches propriétaires terriens, ont perdu une grande partie de leur fortune en raison de la redistribution des terres après la Seconde Guerre mondiale. Ayant depuis longtemps atteint l’âge traditionnel du mariage, Shigematsu et Shigeko tentent de lui trouver un époux. Cependant, leurs efforts restent vains, voire contre-productifs, à cause d’une rumeur — fondée — selon laquelle Yasuko se trouvait à Hiroshima le jour du bombardement. La peur des maladies (pour elle et ses éventuels enfants) et de la stérilité fait échouer toutes les tentatives. Yasuko finit par accepter sa situation et choisit de rester auprès de la famille Shizuma, anticipant une dégradation de l’état de santé de son oncle — déjà malade depuis trois ans — et de sa tante, refusant même de retourner vivre avec son père.
Shigematsu voit mourir un à un ses amis hibakusha, tous atteints de maladies liées aux radiations, tandis que sa propre santé se détériore lentement comparée à celle de sa femme et de sa nièce. Yasuko se rapproche peu à peu de Yuichi, un jeune homme du village, traumatisé par la guerre et, pour cette raison, considéré comme fou et marginalisé par le village. Lorsque la mère de Yuichi demande à Shigematsu d’approuver leur mariage, Yasuko fait le choix de l'épouser : les deux jeunes ont entretemps partagé leur profond traumatisme de guerre, et parviennent à apaiser mutuellement leurs blessures psychologiques sans jugement vis-à-vis de l'autre. Peu après la mort de Shigeko, Yasuko — déjà gravement malade et commençant à perdre ses cheveux — est transportée à l’hôpital dans les bras de Yuichi. Shigematsu, resté seul, regarde partir l’ambulance, espérant voir apparaître un arc-en-ciel, signe d’un possible rétablissement.

## Fiche technique
- Titre : Pluie noire
- Titre original : 黒い雨 (Kuroi ame?)
- Réalisateur : Shōhei Imamura
- Scénaristes : Toshirō Ishidō (ja) et Shōhei Imamura, d'après le roman homonyme de Masuji Ibuse
- Producteurs : Hisao Iino et Shōhei Imamura
- Sociétés de production : Imamura Productions et Hayashibara Group
- Société de distribution : Toei Company
- Musique originale : Tōru Takemitsu
- Photographie : Takashi Kawamata (ja)
- Éclairage : Yasuo Iwaki
- Son : Ken'ichi Benitani
- Décors : Hisao Inagaki
- Montage : Hajime Okayasu (ja)
- Direction artistique : Takashi Inagaki
- Pays de production :  Japon
- Langue originale : japonais
- Format : noir et blanc - 1,85:1 - format 35 mm - Dolby Digital
- Genre : drame
- Durée : 123 minutes[3]
- Dates de sortie
  - Japon : 13 mai 1989[3] (sortie nationale)
  - France : 31 octobre 1989[4] (sortie nationale) - 29 juillet 2020 (version restaurée)[5],[6]

## Distribution
- Yoshiko Tanaka : Yasuko, la nièce des Shizuma
- Kazuo Kitamura : Shigematsu Shizuma, l'oncle maternel de Yasuko
- Etsuko Ichihara : Shigeko Shizuma, la tante de Yasuko
- Hisako Hara : Kin, la grand-mère
- Keisuke Ishida : Yuichi, un militaire traumatisé
- Masato Yamada : Tatsu, la mère de Yuichi
- Shōichi Ozawa : Shokichi
- Norihei Miki : Kotaro
- Tomie Ume : Tane, la femme de Shochiki
- Akiji Kobayashi : Katayama
- Kenjirō Ishimaru : Aono
- Mayumi Tateichi : Fumiko, d'Ikemoto-ya
- Tamaki Sawa : la femme à Ikemoto-ya
- Kazuko Shirakawa : la vieille dame au drapeau blanc

## Contexte historique
Au moment de la sortie de Pluie noire, soit vingt-quatre ans après la publication du roman homonyme et quarante-quatre ans après les bombardements d’Hiroshima et de Nagasaki, le rapport de la population japonaise à la mémoire du désastre atomique a profondément évolué. À partir de l’analyse des éditoriaux (shasetsu) des principaux journaux du pays, Hideto Tsuboi met en lumière ce changement de perception de la mémoire de guerre au Japon. Il y décèle une urgence croissante à transmettre aux jeunes générations des années 1980 les événements liés à la Seconde Guerre mondiale. En effet, en 1985 — soit quatre ans avant la sortie du film d’Imamura — seuls 31 % des Japonais avaient une expérience directe du traumatisme de guerre, contre 51 % au moment de la publication du roman d’Ibuse. La perte d’immédiateté de la tragédie explique, selon Tsuboi, le sentiment largement partagé dans les années 1980 que de moins en moins de Japonais souhaitaient — ou étaient en mesure de — se souvenir de ces événements. En ce sens, Pluie noire érige le traumatisme de guerre — notamment à travers le syndrome d’irradiation aiguë qui affecte tous les personnages principaux — en thème central de sa narration.
Le film revêt d’autant plus d’importance dans le contexte de son époque qu’il paraît au cours de la décennie où la prolifération nucléaire atteint son apogée. Par ailleurs, le Japon avait été profondément marqué par les vives polémiques suscitées par les essais nucléaires français dans le Pacifique Sud durant les années 1960 et 1970.
L’année de sortie de Pluie noire est également déterminante dans le processus de réévaluation populaire de l’expérience de la guerre et des responsabilités du Japon durant la Seconde Guerre mondiale, puisqu’elle coïncide avec la mort de l’empereur Shōwa, Hirohito, en 1989. Cet événement contribue à briser le tabou entourant la réflexion sur les responsabilités historiques de l’Empire japonais.

## Production
Dans deux entretiens accordés à la presse francophone, respectivement à Hubert Niogret de la revue française Positif le 20 mai 1989 et au magazine quebécois 24 images en novembre de la même année, Shōhei Imamura retrace quelques étapes de la production du film et en donne des détails.

### Année de sortie
Imamura explique avoir lu Pluie noire de Masuji Ibuse dès sa parution en 1965 et avoir immédiatement pensé à en faire un film. Au-delà des difficultés liées au financement, à la recherche de collaborateurs pour la production et la distribution (le film sera produit, en collaboration avec la société du réalisateur, par la société Hayashibara Group, qui n'était pas spécialisée dans le cinéma mais a  tout de même accepté de financer la moitié du budget et de promouvoir le film), le réalisateur admet avoir préféré repousser le projet, attendant un moment où l’urgence de « raviver les mémoires » sur Hiroshima serait plus marquée.

### Travail de documentation

#### Documentation préliminaire au tournage
Le travail de documentation est une composante essentielle de la démarche scénaristique d’Imamura, comme il l’explique lui-même dans un entretien accordé à 24 images:  
À la base de mes films, il y a effectivement toujours une solide recherche documentaire. J'essaie toujours de remonter aux faits, et à partir de cette recherche factuelle j'arrive à dégager une sensibilité, des émotions qui me permettent d'élaborer un drame.
Cette préparation rigoureuse a conduit le réalisateur à visionner tous les documentaires disponibles sur Hiroshima, à visiter le Musée du mémorial de la Paix, à rencontrer des hibakusha et à leur rendre visite à l’hôpital. Mais surtout, elle l’a mené à retrouver le journal intime qui avait inspiré à Ibuse le feuilleton à l’origine du roman Pluie noire.

#### Intégration d'images d'archives
L’idée, survenue au moment du tournage, d’intégrer des images d’archives s’est révélée irréalisable pour plusieurs raisons : d’une part, les images de la déflagration avaient été filmées depuis les airs, alors qu’Imamura souhaitait restituer la vision du champignon atomique du point de vue des personnages au sol; d’autre part, les premières images de la ville détruite n’avaient, de toute évidence, pu être tournées qu’un mois après le bombardement. Cette intégration aurait été particulièrement pertinente — explique Imamura — en raison du caractère sobre, et donc d’autant plus tragique, conféré au film par les scènes en noir et blanc. Certaines séquences avaient d’ailleurs été tournées en couleur : les trois premières minutes, les dix dernières, ainsi qu’une partie plus longue consacrée au pèlerinage de Yasuko sur l’île de Shikoku en 1965, non retenues dans le montage final.

### Adaptation du roman de Masuji Ibuse
À l’inverse du roman, Pluie noire d’Imamura se concentre sur les conséquences à long terme du bombardement atomique, plutôt que sur l’explosion elle-même et ses effets immédiats. La structure narrative se trouve ainsi inversée par rapport au roman, où la grande partie du récit se concentre sur l’année 1945. Le réalisateur s’attache en particulier à représenter les difficultés rencontrées par les irradiés dans leurs interactions sociales quotidiennes. Dans cette perspective, il articule la narration autour du personnage de Yasuko, qui, alors qu’elle n’existait dans le roman d’Ibuse qu’à travers les mots et le regard de Shigematsu — lisant son journal intime — devient ici une figure centrale, marginalisée mais active, capable même de choisir son futur époux. Ce choix conduit Imamura à renoncer à la perspective de Shigematsu et, plus largement, à la multiplicité des voix adoptée par Ibuse dans sa quête de vérité, qui constitue le cœur du roman.
L’ajout principal par rapport au roman — explique le réalisateur à Niogret — est celui du personnage de Yuichi, issu de la nouvelle d’Ibuse Lieutenant ma Révérence, parue en 1950. Alors que dans le texte original il s’agit d’un ancien lieutenant refusant de reconnaître la défaite japonaise — au point d’être obsédé par la guerre et de conserver un comportement ainsi qu’un langage militaires dans sa vie quotidienne et ses relations avec les villageois —, Yuichi, dans le film, est un simple vétéran souffrant de trouble de stress post-traumatique. Comme son équivalent littéraire, il est marginalisé, mais ses troubles se manifestent sous forme de réactions aiguës à chaque bruit de moteur, qui le replongent dans les souvenirs terrifiants du front et de la défaite infligée par les Américains.
Sa transposition dans le film suit plusieurs étapes scénaristiques : dans un premier temps, il est introduit afin d’enrichir le paysage social du village de Fukuyama (où se déroule le drame de la famille Shizuma et de ses proches 'irradiés') par rapport à celui de Kabatake dans le roman, et d’y apporter une touche d’humour, voire de grotesque. Par la suite, sa présence est articulée au développement du personnage de Yasuko, pour aboutir, dans la troisième version du scénario, à l’émergence d’une histoire d’amour entre les deux. La narration met alors en scène le développement d’une « complicité entre deux êtres frappés du même malheur ».

## Titre du film
- Le titre anglais du film est Black Rain. La même année, en 1989, est sorti un autre film homonyme réalisé par Ridley Scott — un thriller policier tourné au Japon — sans aucun lien apparent avec l’œuvre d’Imamura. Le film présente comme protagoniste un parrain de la mafia japonaise (yakuza) qui évoque avoir assisté, enfant, au largage d’une bombe atomique, événement à l’origine de la “pluie noire”.

## Récompenses
26 prix dont :
- Festival de Cannes 1989 : Prix spécial et Prix technique : Shōhei Imamura
- Nippon Akademī-shō (1990) : meilleur film
- Kinema Junpō Awards (1990) : meilleur film